# Naoya Takahashi
Naoya Takahashi (髙橋 直也 Takahashi Naoya?), född 28 maj 2001 i Osaka prefektur, är en japansk fotbollsspelare.
Takahashi började sin karriär 2019 i Gamba Osaka.